# John Kirwan (Fußballspieler)
John Henry „Jack“ Kirwan (* 9. Februar 1878 im County Wicklow, Irland; † 7. Januar 1959 in London) war ein irischer Fußballspieler und -trainer.

## Vereinskarrie

### Spieler
Kirwan begann seine Karriere als Gaelic Footballspieler bei Dublin GAA, mit denen er 1894 auch die All-Ireland Senior Football Championship gewinnen konnte, bevor er schließlich zum Fußball wechselte. Seine erste Station in England war Southport Central in der Lancashire League, bevor er 1898 zum FC Everton ging. Dort spielte er allerdings nur eine Saison und wechselte 1899 zu Tottenham Hotspur in die Southern League, mit denen er im Jahr 1901 den FA Cup gewinnen konnte. 1905 wechselte er zum FC Chelsea in die Second Division und schaffte 1907 mit Chelsea den Aufstieg.
1908 verließ er Chelsea und spielte jeweils noch ein Jahr beim FC Clyde und Leyton Orient, bevor er seine Karriere als Spieler beendete.

### Baseball
Neben Fußball spielte Kirwan auch erfolgreich Baseball für Tottenham und gehörte zu dem Team, das 1906 die englische Baseballmeisterschaft gewann. Von 1911 bis zum Ausbruch des Ersten Weltkrieges trainierte er neben der Fußballmannschaft auch die Baseball-Mannschaft des Ajax Amsterdam.

### Trainer
Er war der erste professionelle Trainer der niederländischen Fußballmannschaft Ajax Amsterdam, die er von 1910 bis 1915 trainierte. Er schaffte 1911 mit Ajax den Aufstieg in die höchste Spielklasse. Nach dem Ausbruch des Ersten Weltkrieges kehrte er zurück auf die Insel. 1923 ging er für ein Jahr nach Italien und trainierte den AS Livorno.

## Nationalmannschaft
Zwischen dem 24. Februar 1900 und dem 15. März 1909 bestritt Kirwan 17 Länderspiele für die irische Mannschaft, in denen er zwei Tore erzielte. Kirwan gehörte zu der Mannschaft die am 21. März 1903 den ersten irischen Sieg gegen Schottland erringen konnte.